# Макколл, Шэлейн
Шэле́йн МакКо́лл (англ. Shalane McCall; 16 сентября 1972, Северный Голливуд, Калифорния, США) — американская актриса. Наиболее известна по роли Шарлотты Уэйд из телесериала «Даллас», в котором она сыграла в 92-х эпизодах в период 1983—1988 годов. За роль в этом сериале она получила две премии «Дайджест мыльных опер» (1984, 1985) и премию «Молодой актёр» (1985).

## Биография
Шэлейн МакКолл родилась 16 сентября 1972 года в Северном Голливуде (штат Калифорния, США).
В подростковом возрасте Шэлейн встречалась с актёром Брэдом Питтом. С октября 1989 года МакКолл замужем за музыкантом Трентом Валладарес, с которым она встречалась год до их свадьбы. У супругов есть четверо детей.

## Карьера
Актёрская карьера Шэлейн длилась 5 лет с 1983 по 1988 год. МакКолл прославилась со своей первой работой в кино — ролью  Шарлотты Уэйд из телесериала «Даллас», в котором она сыграла в 92-х эпизодах в период 1983—1988 годов. За роль в этом сериале она получила две премии «Soap Opera Digest Awards» (1984, 1985) и премию «Молодой актёр» (1985).
В 1988 году Шэлейн сыграла свою 2-ю и последнюю роль в кино — роль Николь в эпизоде «Junior Prom» телесериала «Всё же бобр».
По состоянию на сентябрь 2000 года, Шэлейн работает библиотекарем.